# Вулф-Крик (кратер)
Вулф-Крик (англ. Wolfe Creek) — метеоритний кратер (астроблема) у Західній Австралії. Кратер добре зберігся. До нього можна дістатися через дорогу Танамі (Tanami Road): 150 км на південь від містечка Холз-Крік (Halls Creek). Кратер входить до складу однойменного національного парку як центральний об'єкт.

## Географія
В середньому діаметр кратера становить близько 875 метрів, глибина від ободу до днища — 60 м, і метеорит, який утворив його, мав масу близько 50 000 тонн, тоді як вік становить близько 300 000 років (плейстоцен). Недалеко від кратера виявлено невелику кількість метеоритів із заліза, а також більші, так звані «сланцеві кульки», округлі предмети з оксиду заліза, деякі з них важать до 250 кг.

## Історія
Метеоритний кратер був виявлений під час повітряного обстеження цього району в 1947 році. Наземна експедиція з дослідження кратера була організована через два місяці, а повідомлення про відкриття було опубліковано у 1949 році. Однак місцеві аборигени Джару, корінні мешканці цього району, знали кратер тисячі років. Вони називають його Кандімалал.
В аборигенів існує кілька історій про утворення кратера. «Одна з таких історій пояснює круглу форму кратера Кандімалал тим, що він був утворений при виході райдужної змії із землі, а друга змія утворила неподалік Стурт-Крик». Інша історія полягає в тому, що: «Одного дня півмісяць і вечірня зірка пройшли дуже близько один до одного. Вечірня зірка стала настільки гарячою, що впала на землю, викликавши сильних вибух і спалах, а за ними — величезну хмару пилу. Це налякало людей і минуло багато часу, перш ніж вони насмілилися прийти до кратера, щоб побачити, що сталося. Коли вони нарешті добралися туди, то зрозуміли, що це місце, де вечірня зірка впала на Землю».